# Peperoni (spanskpeppar)

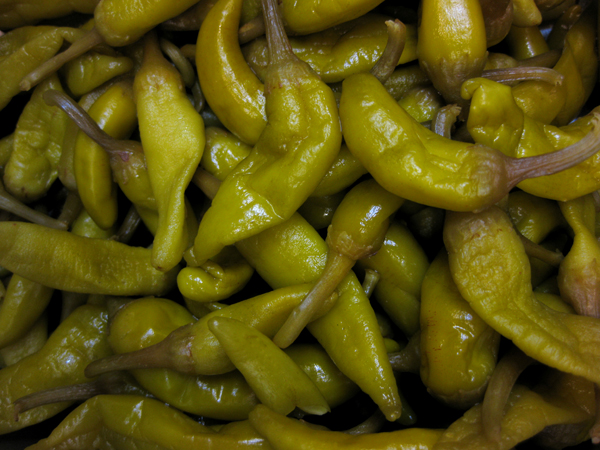
Peperoni

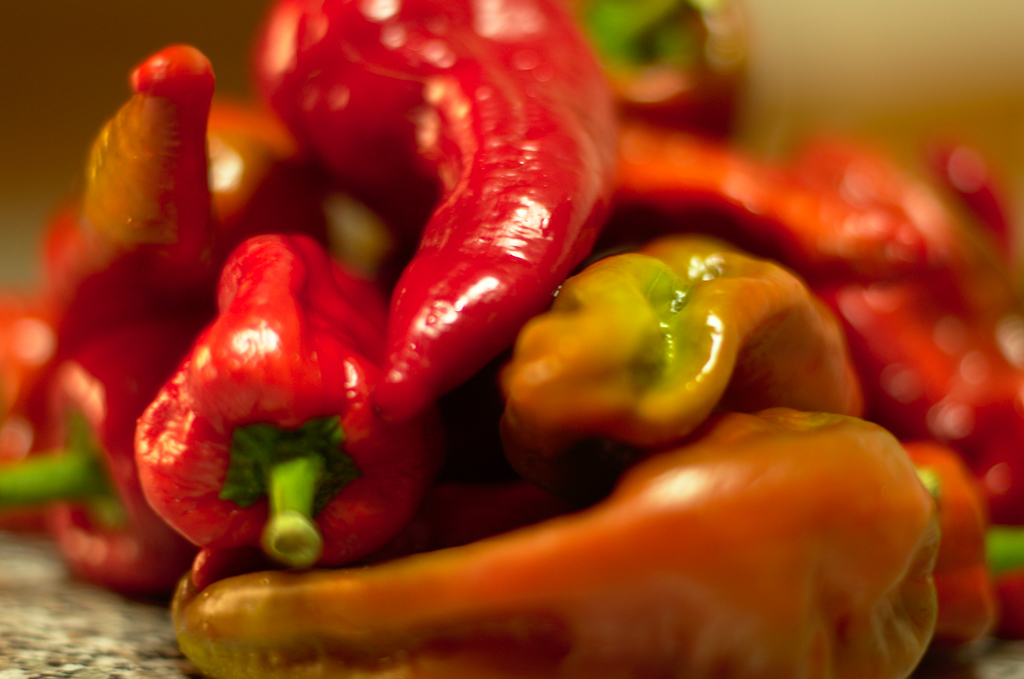
Peperoni di Senise.

Peperoni, även kallad feferoni, är en variant av arten Capsicum annuum inom familjen potatisväxter, precis som paprika och chilipeppar. Ordet peperoni är den italienska pluralformen för paprika – det vill säga flera söta varianter av pepparfrukter.. På amerikansk engelska kallas den peperoncini, en term som på italienska används för starkare varianter av chilipeppar medan peperoni på italienska heter friggitello.
Den grekiska varianten av peperoni är sötare och mindre bitter än de italienska, som framför allt odlas i Toscana. Peperoni är mild med en lätt stark hetta, och brukar vanligtvis förpackas och säljas i lag i burkar. Den kan även säljas färsk. Peperoni används som krydda eller tillbehör till bland annat pizza, kebab och grekisk sallad.
Ordet peperoni är belagt i svenska språket sedan 1930.